# سيراس جونز
سيراس جونز (بالإنجليزية: Cyrus Jones)‏ هو لاعب كرة قدم أمريكية أمريكي، ولد في 29 نوفمبر 1993 في بالتيمور في الولايات المتحدة.

## وصلات خارجية
- سيراس جونز على موقع مرجع كرة القدم المحترفة.كوم (الإنجليزية)